# МАЗ-303
МАЗ-303 — белорусский низкопольный городской автобус третьего поколения Минского автомобильного завода, выпускающийся с 2019 года.
Впервые представлен в 2019 году, довольно скоро было объявлено о том, что город Санкт-Петербург интересуется закупкой данного автобуса. В 2020 году автобус МАЗ-303.266 экологического стандарта Евро-6 поступил в Колпинский автобусный парк СПб ГУП «Пассажиравтотранс». Первый электробус МАЗ-303.E10 поступил в Санкт-Петербург в 2021 году. С 2023 по 2024 год произведены 14 электробусов МАЗ-303E для города Жодино на предприятии Этон.
В период с апреля по октябрь 2022 года проходила тестовая эксплуатация автобуса МАЗ-303.065 в Московской области в АО «Мострансавто». Экземпляр, отправленный на тестовую эксплуатацию в Московскую область, до этого проходил тестовую эксплуатацию в Сочи.
В конце июня 2022 года стало известно о подготовке «антисанкционных» версий автобуса. По данным СМИ, новые модификации могут получить номера МАЗ-303.047 (городской) и МАЗ-303.147 (пригородный), а также МАЗ-303.E20 (электробус).
В ноябре 2022 года на выставке «BW Expo 2022» в Москве был представлен троллейбус МАЗ-303.Т20. В 2023 году МУП «Метроэлектротранс» г. Казани купил 25 троллейбусов модели МАЗ-303Т22, планируется закупка ещё 15 таких единиц. В декабре 2024 года в ГП "Минсктранс" поступили первые из 50 закупленных троллейбусов МАЗ-303.Т20.
В 2024 году выпущена новая модификация электробуса — МАЗ-303.E22. Город Жодино Минской области получил 14 машин данной модификации. Также в 2024 году МАЗ запустил модель МАЗ-303.047 в серийное производство: в числе первых получателей — Челябинский трубопрокатный завод, а также предприятия общественного транспорта в Саранске и Владивостоке.

## Характеристики и опции
- В салон вмещается до 105 пассажиров в зависимости от комплектации, из них 26 — на сиденьях. Возможна компоновка автобуса с 16 сиденьями на низком полу.
- В передней части находятся полуторные сиденья.
- Высота подножки — всего 32 см, а для людей на колясках установлена выдвижная платформа с электроприводом.
- USB-порты для зарядки смартфонов и планшетов на всех рядах сидений (на заказ).
- Пять отопителей и кондиционер (на заказ), причем последний может работать как на охлаждение, так и на обогрев.
- Независимая передняя подвеска и удлинённая колесная база. Тормозная система — пневматическая, а при подъёме на горку срабатывает система помощи водителю[1].

| Модификация |  | Тип         | Двигатель             | Коробка передач     | ЭКО стандарт | Годы выпуска | Примечание             |
| ----------- |  | ----------- | --------------------- | ------------------- | ------------ | ------------ | ---------------------- |
| МАЗ-303.047 |  | городской   | Weichai WP7 300E51    | Fast Gear FC6A145RB | Евро-5       | с 2023       |                        |
| МАЗ-303.065 |  | городской   | Mercedes-Benz OM926LA | ZF EcoLife 6АP1200В | Евро-5       | 2019—2021    |                        |
| МАЗ-303.147 |  | пригородный | Weichai WP7 300E51    | Fast Gear FC6A145RB | Евро-5       |              |                        |
| МАЗ-303.266 |  | городской   | Mercedes-Benz OM936LA | ZF EcoLife 6АP1200В | Евро-6       | 2019         | единственный экземпляр |
| МАЗ-303.E10 |  | городской   |                       |                     | ZEV          |              | электробус             |
| МАЗ-303.E20 |  | городской   |                       |                     | ZEV          |              | электробус             |
| МАЗ-303.E22 |  | городской   |                       |                     | ZEV          | с 2024       | электробус             |
| МАЗ-303.Е23 |  | городской   |                       |                     | ZEV          | с 2025       | электробус             |
| МАЗ-303.Т20 |  | городской   |                       |                     | ZEV          |              | троллейбус             |
| МАЗ-303.Т22 |  | городской   |                       |                     | ZEV          | с 2023       | троллейбус             |

Фотогалерея
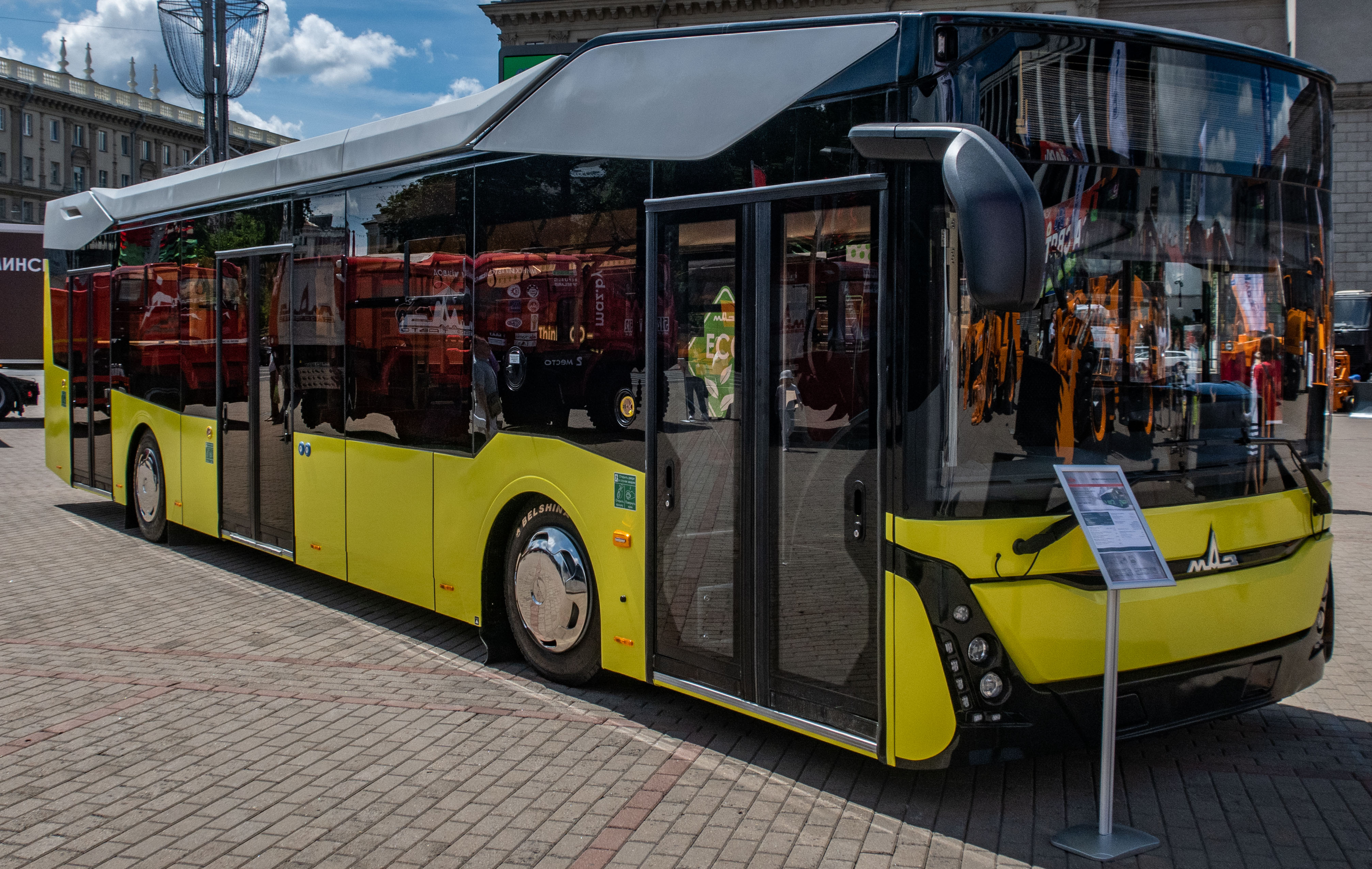
МАЗ-303.065 на презентации
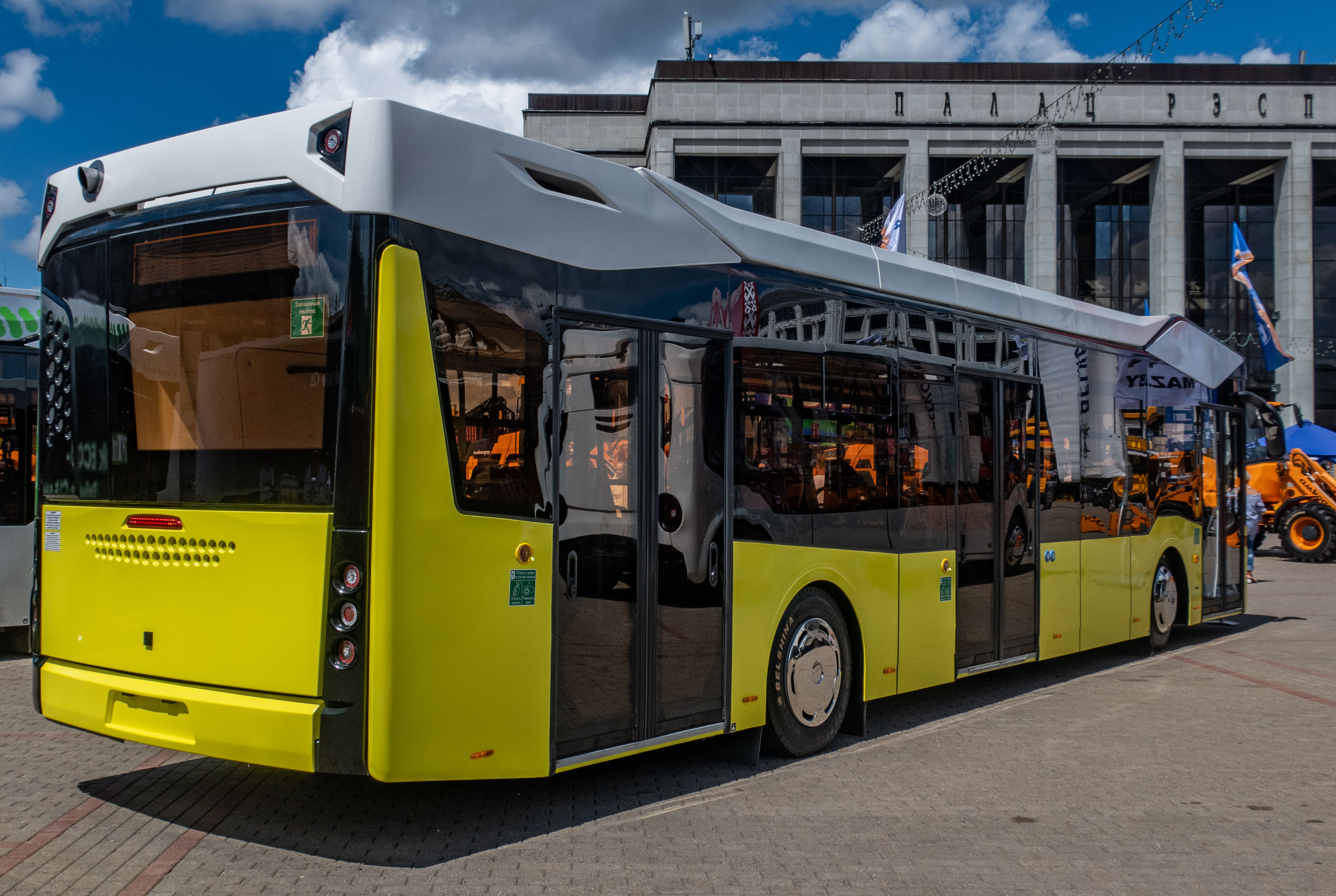
МАЗ-303.065 на презентации. Вид справа сзади
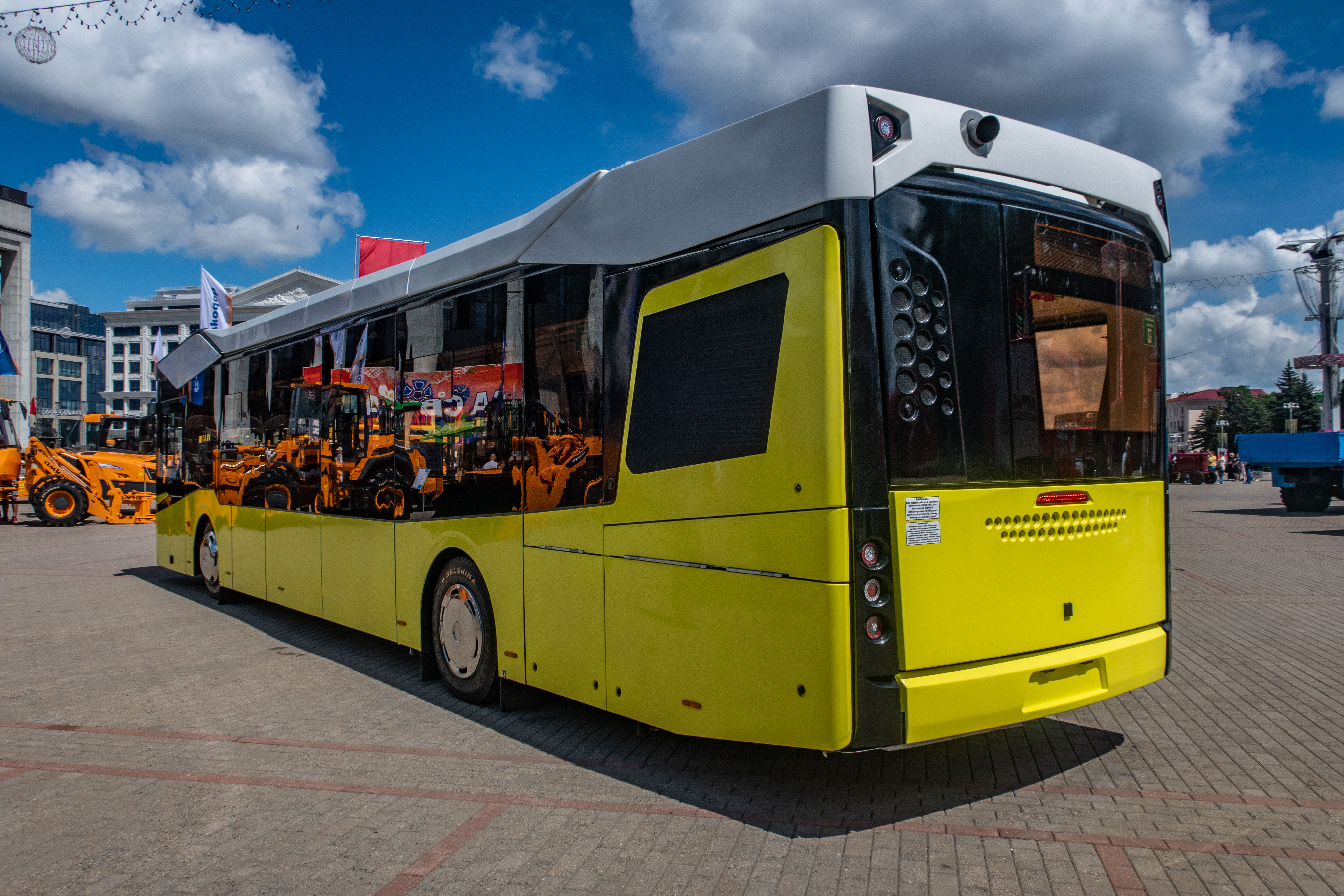
МАЗ-303.065 на презентации. Вид слева сзади, виден отсек двигателя
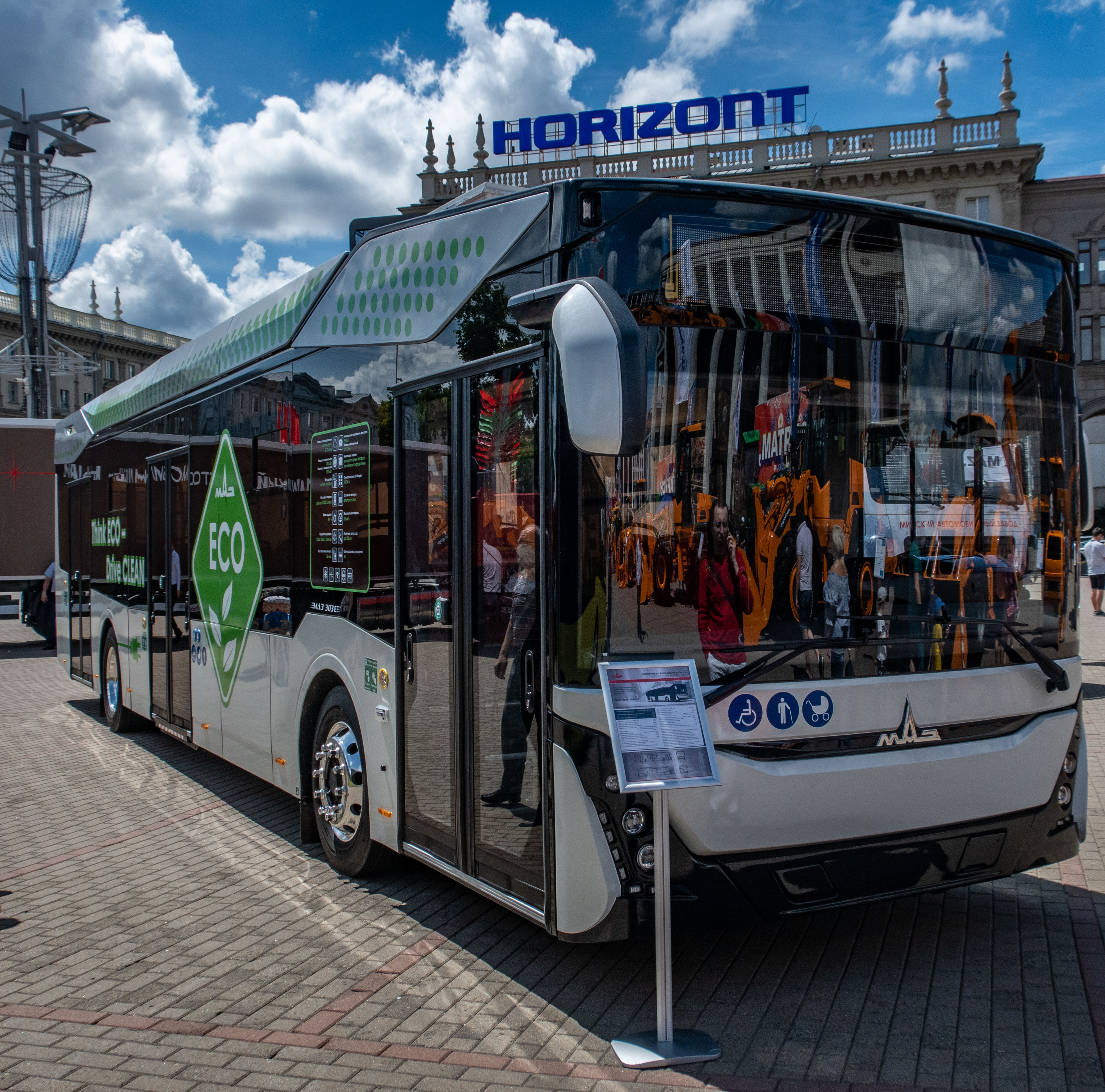
Электробус МАЗ-303.E10 на презентации